# سیدی سلیمان الشراعه
سیدی سلیمان الشراعه (به فرانسوی: Sidi Slimane Echcharaa) یک منطقهٔ مسکونی در مراکش است که در استان برکان واقع شده‌است.
 سیدی سلیمان الشراعه  ۲۲٬۹۰۴ نفر جمعیت دارد.